# Catherine Cesarsky

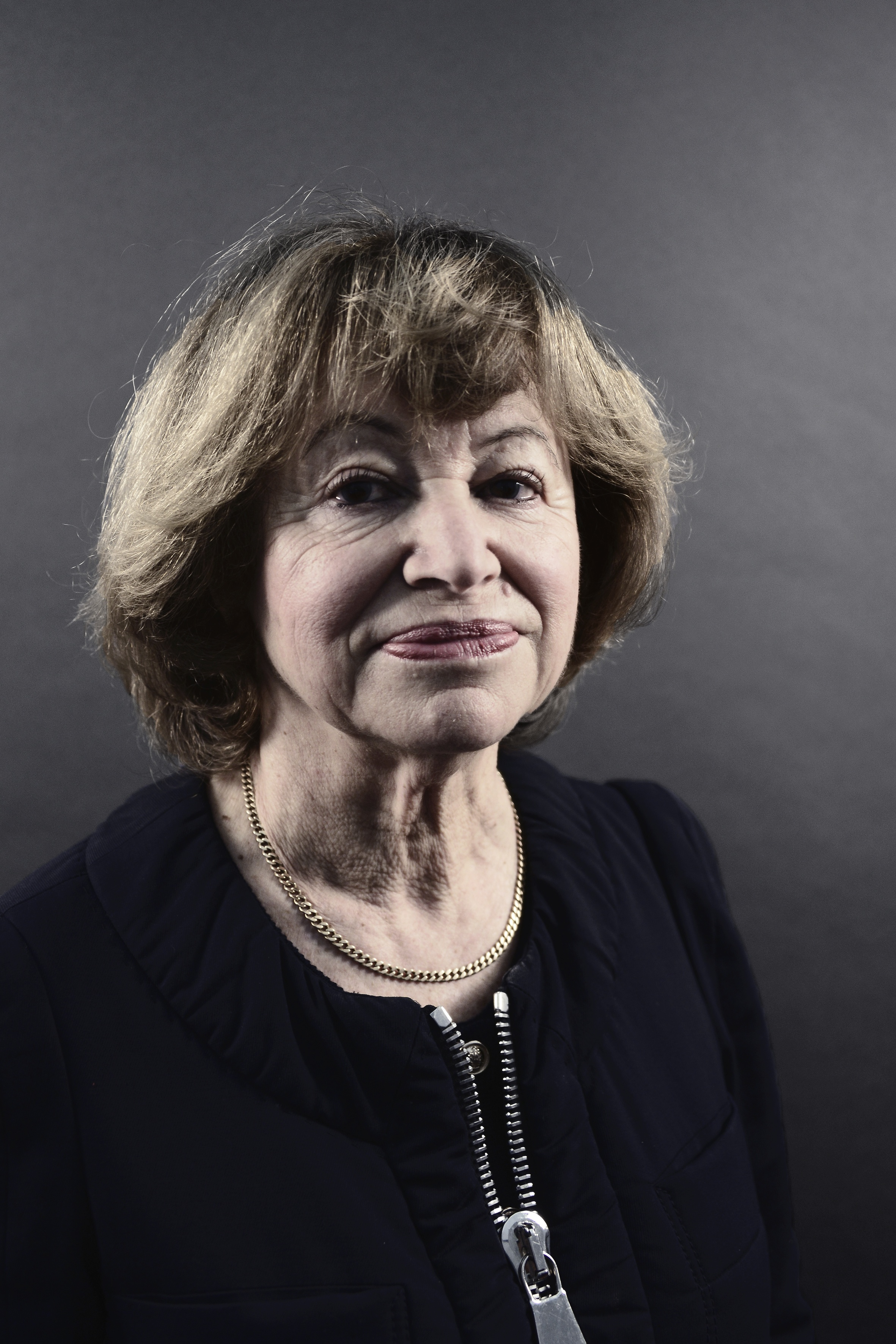
Catherine Cesarsky

Catherine Jeanne Césarsky (* 1943 in Ambazac) ist eine französische Astronomin, bekannt für ihre erfolgreichen Forschungsaktivitäten auf etlichen zentralen Gebieten der modernen Astrophysik. Sie war Präsidentin der International Astronomical Union und Generaldirektorin der Europäischen Südsternwarte.

## Ausbildung
Geboren in Frankreich wuchs Catherine Cesarsky jedoch hauptsächlich in Argentinien auf und erlangte einen Abschluss in Physik an der Universität Buenos Aires. Sie graduierte mit einer Doktorarbeit in Astronomie im Jahr 1971 an der Harvard University (Cambridge, Mass., USA) und arbeitete danach etliche Jahre am California Institute of Technology.

## Karriere
Im Jahr 1974 zog sie nach Frankreich und wurde Mitarbeiterin am Service d'Astrophysique (SAp), Direction des Sciences de la Matière (DSM), Commissariat à l’Energie Atomique (CEA).
In Frankreich begann ihre Karriere. Von 1985 bis 1993 war sie Vorsitzende des SAp. Als Direktorin des DSM von 1994 bis 1999 führte sie ein Team von etwa 3000 Wissenschaftlern, Ingenieuren und Technikern aktiv in einem breiten Spektrum an Forschungsprogrammen auf den Gebieten der Physik, Chemie, Astrophysik und Geowissenschaften.
Von 1999 bis 2007 war sie Generaldirektorin der Europäischen Südsternwarte. In ihre Zeit der Verantwortung fiel der Abschluss der Konstruktion des Very Large Telescope und seiner Instrumente und der Beginn dessen Betriebs, die Abschlüsse der Vereinbarungen und Baubeginn von ALMA sowie der Beginn der Studien zum European Extremely Large Telescope.
Von August 2006 bis August 2009 war sie Präsidentin der International Astronomical Union.
Von April 2009 bis April 2012 war sie High Commissioner der Atomenergiebehörde in Frankreich und Beraterin der französischen Regierung für Energie und Wissenschaftsfragen. Sie saß dem Komitee der Wissenschaftsprogramme der französischen Weltraumorganisation CNES (Centre national d’études spatiales) vor sowie dem Beratungskomitee EURATOM – Fusion (CCE-FU).
Im Jahr 1998 erhielt sie den COSPAR (Committee on Space Research) Space Science Award. Sie ist Mitglied oder Gastmitglied mehrerer Akademien (Académie des Sciences, Academia Europaea (1999), International Academy of Astronautics, National Academy of Sciences, Königlich Schwedische Akademie der Wissenschaften, Royal Society of London) sowie Ehrendoktor der Universität Genf. Sie ist Commandeur sowohl des Ordre national du Mérite als auch der Ehrenlegion.

## Forschung
Dr. Cesarsky ist bekannt für ihre Forschungsaktivitäten in mehreren zentralen Gebieten moderner Astrophysik. Den Anfang ihrer Karriere widmete sie der Hochenergiephysik.
Sie erforschte hier die Ausbreitung und Zusammensetzung kosmischer Strahlung, Materie und Felder im diffusen interstellaren Raum, als auch die Beschleunigung von Teilchen durch astrophysikalische Schocks, z. B. im Zusammenhang mit Supernovae.
Sie wechselte dann zur Infrarotastronomie. Sie war auf diesem Gebiet Forschungsdirektorin der ISOCAM Kamera an Bord des Infrared Space Observatory der ESA, das zwischen 1995 und 1998 in Betrieb war. Als diese leitete sie das ISOCAM Zentralprogramm, das koordiniert die Infrarotemissionen von diversen galaktischen und extragalaktischen Quellen erforschte und damit neue, hochinteressante Ergebnisse zu den Feldern der Sternentstehung und Entwicklung der Galaxien beitragen konnte. Diese Ergebnisse konnten durch weitere Ergebnisse des ESO VLT und der Weltraumteleskope wie das Spitzer- und das Herschel-Weltraumteleskop inzwischen bestätigt werden.

## Auszeichnungen und Ehrungen
- Preisträgerin 1998 des COSPAR Space Sciences Award.[3]
- Chevalier de l'Ordre National du Mérite (1989)
- Chevalier de la Légion d'Honneur (1994)
- Officier de l'Ordre national du Mérite (1999).[4]
- Officier de la Légion d'Honneur (2004).[5]
- Commandeur de l'Ordre national du Mérite
- Commandeur de la Légion d'Honneur (2011)
- Mitglied der französischen Academy des Sciences
- Mitglied der Academia Europaea
- Mitglied der International Academy of Astronautics
- Gast der National Academy of Sciences of the United States of America
- Gastmitglied der Königlich Schwedischen Akademie der Wissenschaften
- Auswärtiges Mitglied der Royal Society in London
- Jules-Janssen-Preis der französischen Astronomischen Gesellschaft
- 2010 Ehrendoktor der Universität Genf